# Ben-K
中村 風太（なかむら ふうた、1991年10月19日 - ）は、日本の男性プロレスラー。リングネームはBen-K（ベン-ケー）。千葉県佐倉市出身。DRAGON GATE所属。血液型O型。

## 経歴
千葉県立佐倉南高等学校、山梨学院大学を卒業。両校在学時にはレスリング部に所属していた。
2015年4月、DRAGON GATE入門。同期はシュン・スカイウォーカー、吉岡勇紀、豹。
2016年4月22日、DRAGON GATEの若手興行「DRAGON GATE NEX」で本名の中村風太として対T-Hawk戦でデビュー。
4月24日、DRAGON GATE博多スターレーン大会でDRAGON GATEに初登場。
7月8日、望月成晃と組みSummer Adventure Tag League 2016に出場することが発表される。
8月6日、新宿FACE大会で鷹木信悟のラリアットを受けた際に脳震盪を発症、欠場に入る。このため、タッグリーグは5試合中2試合を残し不戦敗となる。
8月20日、岡山大会で復帰するが、ドラゴン・キッド&Eita組に敗れる。
8月21日、博多大会で鷹木信悟&サイバー・コング組とタッグリーグ最終戦を戦い、敗北。タッグリーグは0勝5敗という結果に終わる。
11月10日、DRAGON GATE後楽園ホール大会でリングネームをBen-Kに改名。
2017年3月4日、大阪大会で土井成樹、ビッグR清水とともにVerserK（鷹木・サイバー・T-Hawk）の保持するオープン・ザ・トライアングルゲート王座挑戦を表明。
3月20日、和歌山大会で土井、清水とともにトライアングルゲート王座を奪取、デビュー後初のタイトル戴冠となる。
4月7日、後楽園大会でジミーズ（堀口元気H.A.Gee.Mee!!、ジミー・ススム、斎藤"ジミー"了）相手にトライアングルゲート王座防衛。
5月4日、京都大会で土井、吉野正人、Kotoka、清水とともに新ユニット「MaxiMuM」を結成。
7月1日、大阪大会でヴェルセルク（鷹木・吉田隆司・エル・リンダマン）に敗れ、保持していたトライアングルゲート王座を手放す。
7月24日、神戸ワールド記念ホール大会でKotoka、清水とともに「ヤングマキシマム」としてトライアングルゲート挑戦者決定1dayトーナメントに出場するが決勝戦でジミーズに敗北。
11月3日、大阪府立体育会館大会で清水とのタッグ「ビッグBen」でCIMA・ドラゴン・キッド（CK-1）の保持するオープン・ザ・ツインゲート統一タッグ王座に挑戦。
2018年2月11日、博多スターレーン大会で望月成晃に2分9秒で勝利。試合後、望月の持つオープン・ザ・ドリームゲート王座への挑戦を表明。
3月4日、大阪大会でが望月の持つドリームゲート王座に挑戦。
4月1日、神戸大会でビッグBenとしてT-Hawk・Eitaの保持するツインゲート王座に挑戦表明。
5月6日、愛知県体育館大会でT-Hawk・Eitaからツインゲート王座を奪取、第42代王者組となる。
9月6日、メインイベントでマキシマムを裏切り、アンチアスに加入。
9月24日、メインイベント後、R・E・D加入。ビッグR清水が吉野の次期挑戦者はBen-kと発表した。
11月4日、大阪府立体育会館にて、吉野正人の持つオープン・ザ・ドリームゲート王座に挑戦するも、敗北する。
12月23日、福岡国際センターにて、ビッグＲ清水とのタッグで、YAMATO＆Kagetoraとフラミータ&バンディード組と土井成樹&吉野正人組に勝利し、第44代オープン・ザ・ツインゲート統一タッグ王座を奪取。以後、KAI&U-T組と望月成晃&吉岡勇紀組に防衛を成功している。
2019年5月6日、愛知県体育館大会での金網マッチでR・E・Dから追放される。
6月8日、福岡大会にて行われたKING OF GATE決勝でEitaを破り同リーグ戦を優勝。またリーグ戦移行後初となる全勝優勝を達成。
7月21日、神戸ワールド記念ホールにて行われた団体20周年記念大会にてPACの保持するオープン・ザ・ドリームゲート王座に挑戦しこれに勝利、同王座初戴冠。またデビューから3年3ヶ月での戴冠により、YAMATOの保持していたデビューから同王座戴冠までの最短記録を更新。

## 得意技

### フィニッシュ・ホールド
スピアー
走り込んで相手の腹部に放つタックル。現在のフィニッシャー
Ben-Kボム
フィニッシャー。ドクターボムと同型。最近は使われていない
旋回式Ben-Kボム
文字通り旋回式で繰り出すBen-Kボム。
うつ伏せ状態の相手の腰をクラッチし、俵返しの体勢で担ぎ上げ、そのまま相手をパワーボムの位置までリフトアップし、その場で旋回しながらシットダウンしてマットに叩きつける。大一番での奥の手。
袖搦（そでがらみ）
相手をフルネルソンの状態で抱え上げ、回転させる様に相手をフェイスバスターで叩きつけて、そこからグランドフルネルソンの状態で相手を絞り上げる。
鉞（まさかり）
ブレーンバスターの形で相手を持ち上げ、自身の体位を浴びせながらマットに叩きつける。ジャックハマーと同型。

### 打撃技
Ben-Kクラッシュ
相手の片腕を捕らえて決める変形ヘッドバット。2019年10月8日に行われた望月成晃とのドリームゲート戦ではフィニッシュ技となった。
エルボー
エルボー・スタンプ
バックエルボー
逆水平チョップ
張り手
ナック・パンチ
クローズライン
ニーリフト
ニードロップ
ドロップキック
延髄斬り
ショルダータックル
ミサイルキック

### 投げ技
チキチキパワーボム
Ben-Kドロップ
旋回式抱え式バックドロップ
Ben-Kリフト
俵返しと同じ技。
ドラゴンスープレックス
ジャーマンスープレックス
フロントスープレックス
バックドロップ
オリンピックスラム
ブレーンバスター
長滞空式ブレーンバスター
雪崩式ブレーンバスター

### 締め技、 関節技
アルゼンチンバックブリーカー
カナディアンバックブリーカー
ベアハッグ
胴締めスリーパー

## タイトル歴
DRAGON GATE
- オープン・ザ・ドリームゲート王座 獲得2回（第29代、第39代）
- オープン・ザ・ツインゲート統一タッグ王座 獲得2回
  - 第42代・第44代（w/ビッグR清水）
- オープン・ザ・トライアングルゲート王座 獲得3回
  - 第59代（w/土井成樹&ビッグR清水）
  - 第68代（w/ドラゴン・ダイヤ&ストロングマシーン・J）
  - 第84代（w/箕浦康太&B×Bハルク）
- KING OF GATE優勝（2019年）
- 芦屋日記賞6人タッグトーナメント優勝
  - 2020年（w/ドラゴン・ダイヤ&ストロングマシーン・J）

琉球ドラゴンプロレスリング
- 御万人王座「琉王」（第10代）

## 決め台詞
- 「俺がBen-Kじゃあ!」
- 「間違いねぇから!?」、「どうでしょうか!?」、「チキチキチキ…」

## 入場曲
- Oriental Weapon

## エピソード
- PRIME ZONEで観客として試合を観戦していたことがある。その際リング上の土井成樹、ビッグR清水、さらにはリングレポーターの堀口元気からボロクソに言われまくっていた。以降もPRIME ZONEでは、パートナーの吉野正人が1対2で闘うと言い出し、若干放置されたり（吉野は試合開始直後にBen-Kとタッチ）、試合前のトークが長く、待ちくたびれて乱入して強制的に試合を開始するなど、影が薄いキャラを演じている（しかも後者のときは勝ち名乗りを「ビッグR清水」と間違えられかけた）。
- 奥田啓介とは高校時代からの知り合いで、「兄弟」と呼びあう仲である。2018年10月、Ben-Kが声をかける形で奥田もDRAGON GATEに参戦している。
- ドラゴンゲートの選手では珍しくマイクを握ったり人前で話すことが苦手。そのためヒール時代はマイクパフォーマンスをすることは一切なく、一時は自身のSNSの更新すらしない程だった。しかし、GOLD CLASS加入後は、自ら率先してマイクパフォーマンスをするようになっている。
- 新日本プロレスのボルチン・オレッグは山梨学院大学レスリング部の後輩にあたる。